# Moods for mallards
Moods for mallards is een studioalbum van Hi-Fi. Deze
jaren ‘80 muziekgroep bestond van 1980 tot 1983. De musici kwamen van diverse stijlen en gingen na opheffing van de band daarmee verder. De stijl van de muziek is rock, meer de kant van David Surkamp op dan van de (doorgaans) meer gevoeliger Iain Matthews. Het verschil tussen beide zangstemmen is navenant, de scherpe (haast falset-) stem van Surkamp tegenover de zwoele stem van Matthews.
Letterlijke vertaling van Moods for mallards is Stemmingen voor wilde eenden.

## Demonstration records
Voor dit album had Hi-Fi al de live-ep Demonstration records uitgebracht met opnamen van 29 april en 7, 11 en 12 mei 1981. Dit albumpje werd meegeperst op de compact discuitgave van Moods. 

## Musici
- David Surkamp – zang, gitaar
- Iain Matthews – zang, gitaar
- Bruce Hazen – gitaar, toetsinstrumenten (Prophet V)
- Gary Shelton – basgitaar, achtergrondzang
- Bob Briley – slagwerk

## Muziek
Tracks 1 tot en met 5 Demonstration records; tracks 6 tot en met 15 Moods en tracks 16 en 17 bonustracks

| Nr. | Titel                                               | Duur |
| --- | --------------------------------------------------- | ---- |
| 1.  | Savage (N.Paramor)                                  | 2:32 |
| 2.  | Heart of mine (Surkamp, Matthews)                   | 5;13 |
| 3.  | I can’t fade away (Matthews, M. Griffiths)          | 4:42 |
| 4.  | 9 o’clock (Snips)                                   | 3:06 |
| 5.  | Man in a station (John Martyn)                      | 6:39 |
| 6.  | Walk away (Surkamp)                                 | 4:05 |
| 7.  | Blue shirt (Matthews, Shelton)                      | 4:03 |
| 8.  | Holding out for rain (Surkamp, Matthews)            | 5:20 |
| 9.  | Throw a line (Matthews, Shelton)                    | 3:50 |
| 10. | S.O.S. (Matthews)                                   | 2:38 |
| 11. | Knocking on your door (Surkamp, Rayburn)            | 4:20 |
| 12. | Desire (Matthews, Shelton)                          | 4:17 |
| 13. | Time after time (Surkamp)                           | 3:56 |
| 14. | When you were mine (Prince)                         | 4:28 |
| 15. | Alcohol (Surkamp)                                   | 4:25 |
| 16. | It’s almost christmas (Matthews, Surkamp)           |      |
| 17. | Winter wonderland (Richard B. Smith, Felix Bernard) |      |

De compact disc-uitgave, die Complete works heet,  is uitgegeven door een privélabel van Matthews, er zijn van het album geen eerstehands exemplaren meer in de handel (2011). 
Binnen de chronologische volgorde van albums van Matthews viel Hi-Fi tussen Spot of interference (1980) en Shook (1984).